# Jože Anderlič
Jože Anderlič, slovenski poslovnež, * 1953.

## Življenje
Prvotno je deloval v tujini. Leta 1973 je pričel delati pri Deutsche Lufthansa AG, nato pa je v Avstriji ustanovil podjetje za proizvodnjo higienskih produktov.
Leta 1990 je postal predstavnik avstrijske Ljudske banke v Ljubljani, kar je bil do leta 1993. To je bila tudi prva tuja banka v Sloveniji.
Pozneje je zgradil največjo industrijsko pralnico v Sloveniji Periteks in leta 1993 je ustanovil Kranjsko investicijsko družbo, ki se ukvarja z izgradnjo in upravljanjem nepremičnin. Družbo vodi še danes.
Leta 2015 je podjetnik priznal krivdo za očitano kaznivo dejanje pri prodaji in nakupu podjetja Hypo Upro; dobil je leto in pol pogojne zaporne kazni in milijon evrov denarne kazni.

## Zanimivosti
Leta 2010 je preko podjetja Mons (ki deluje v sklopu KID) podaril denar za izgradnjo Žitnega mostu v Ljubljani, ki povezuje Petkovškovo nabrežje in Poljanski nasip med Usnjarsko in Gestrinovo ulico.

## Odlikovanja
Marca 2010 je bil odlikovan z avstrijskim zlatim častnim znakom za zasluge, saj je »na gospodarskem kot kulturnem področju pomembno prispeval k poglobitvi medsosedskih odnosov med Slovenijo in Avstrijo«.